# Obélisque de la Trinité-des-Monts
L'obélisque de la Trinité-des-Monts est un obélisque importé d'Égypte, datant de l'époque romaine, érigé au sommet de l'Escalier de la Trinité-des-Monts, devant l'église de la Trinité-des-Monts, à Rome.
Il porte une inscription hiéroglyphique aux noms de Séthi Ier et Ramsès II, copiée de manière assez maladroite sur celle de l'obélisque de la piazza del Popolo. Il est d'une hauteur de 13,97 m.

## Historique

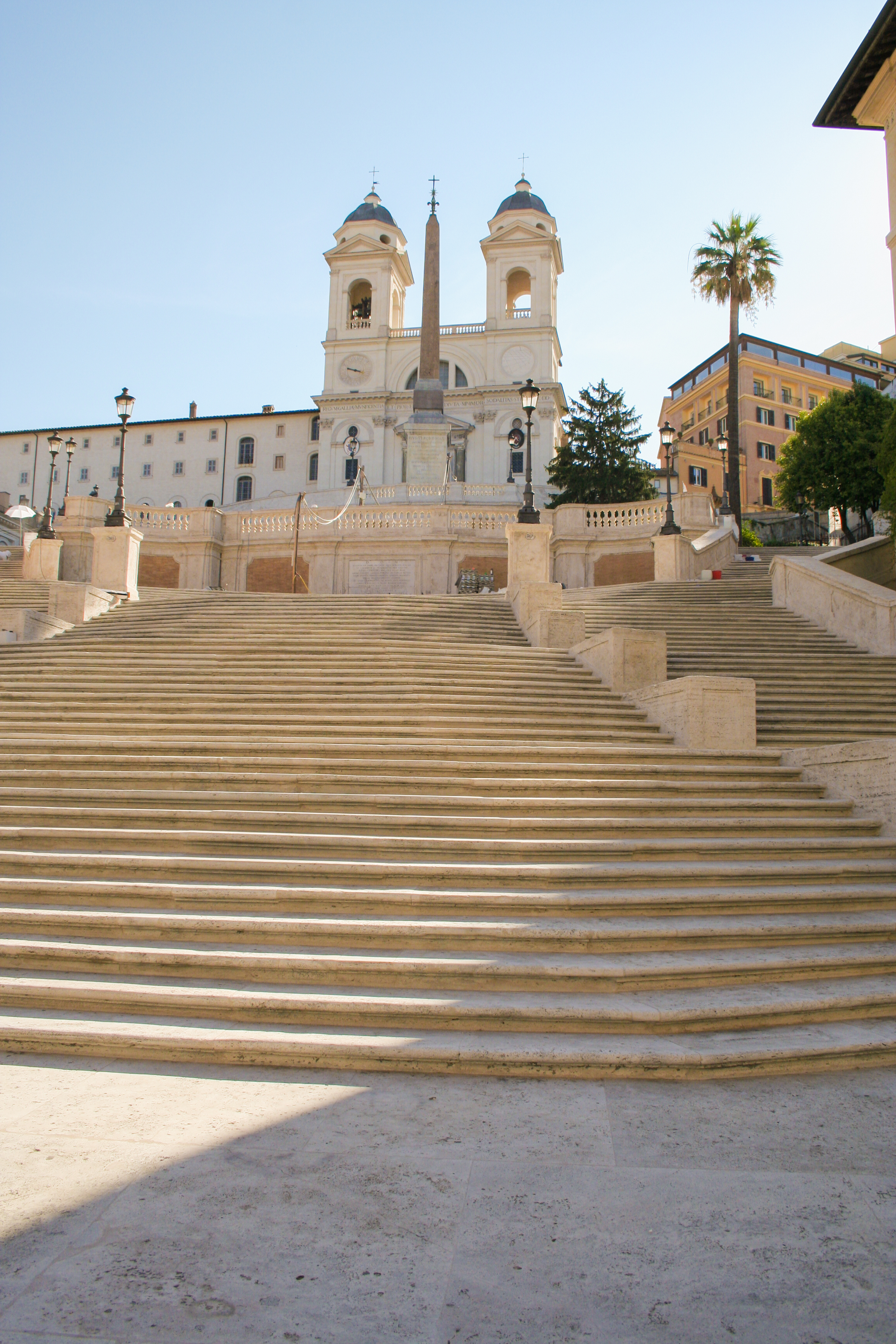
Obélisque en haut de l'escalier de la Trinité-des-Monts

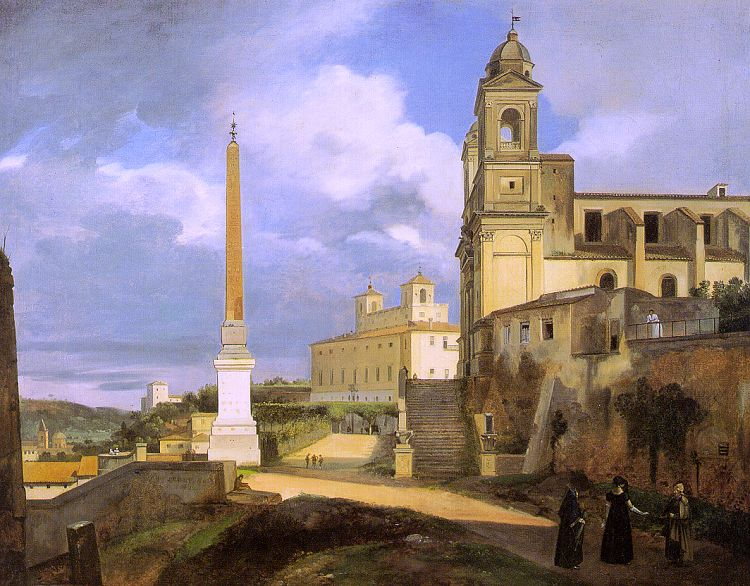
La Trinité-des-Monts et la Villa Médicis, par François Marius Granet (1808)

Cet obélisque est en granite rouge des carrières de Syène (Assouan).
Ammien Marcellin note que l'obélisque fut importé à Rome après le règne d'Auguste, mais sans préciser sous quel empereur. Il fut érigé dans les jardins de Salluste, sur le Pincio où il finit par tomber.
Le pape Sixte Quint le fit entrer dans son grand plan d'urbanisation, toutefois le projet ne fut pas mené à bien.
Athanasius Kircher fut le premier à noter la similitude de son inscription avec celle de l'obélisque de la piazza del Popolo, et suggéra au pape Alexandre VII l'idée d'une nouvelle érection.
En 1734, le pape Clément XII (1730-1740) le fit déposer au Latran : il y resta 55 ans, période durant laquelle eurent lieu des tentatives de négociations pour le transporter à Paris, devant Notre-Dame.
Finalement, en 1789, le pape Pie VI (1775-1799) prit la décision, contestée à l'époque, puis unanimement applaudie devant la qualité du résultat, de le mettre en bonne place en haut de l'escalier d'Espagne, devant l'Église de la Trinité-des-Monts, église française. Le couronnement à fleur de lys de l'obélisque est une autre délicate attention à l'égard de la France.

## Histoire du soubassement romain
Le soubassement d'origine de l'obélisque fut retrouvé dans les jardins de Salluste en 1843 et remonté près de la villa Ludovisi, où il resta jusqu'en 1926. Mussolini s'avisa alors d'en faire un monument commémorant la marche sur Rome de 1922 : il fut donc transféré sur le Capitole, redécoré en conséquence et inauguré à cette fin, en octobre 1926.